# Lufka

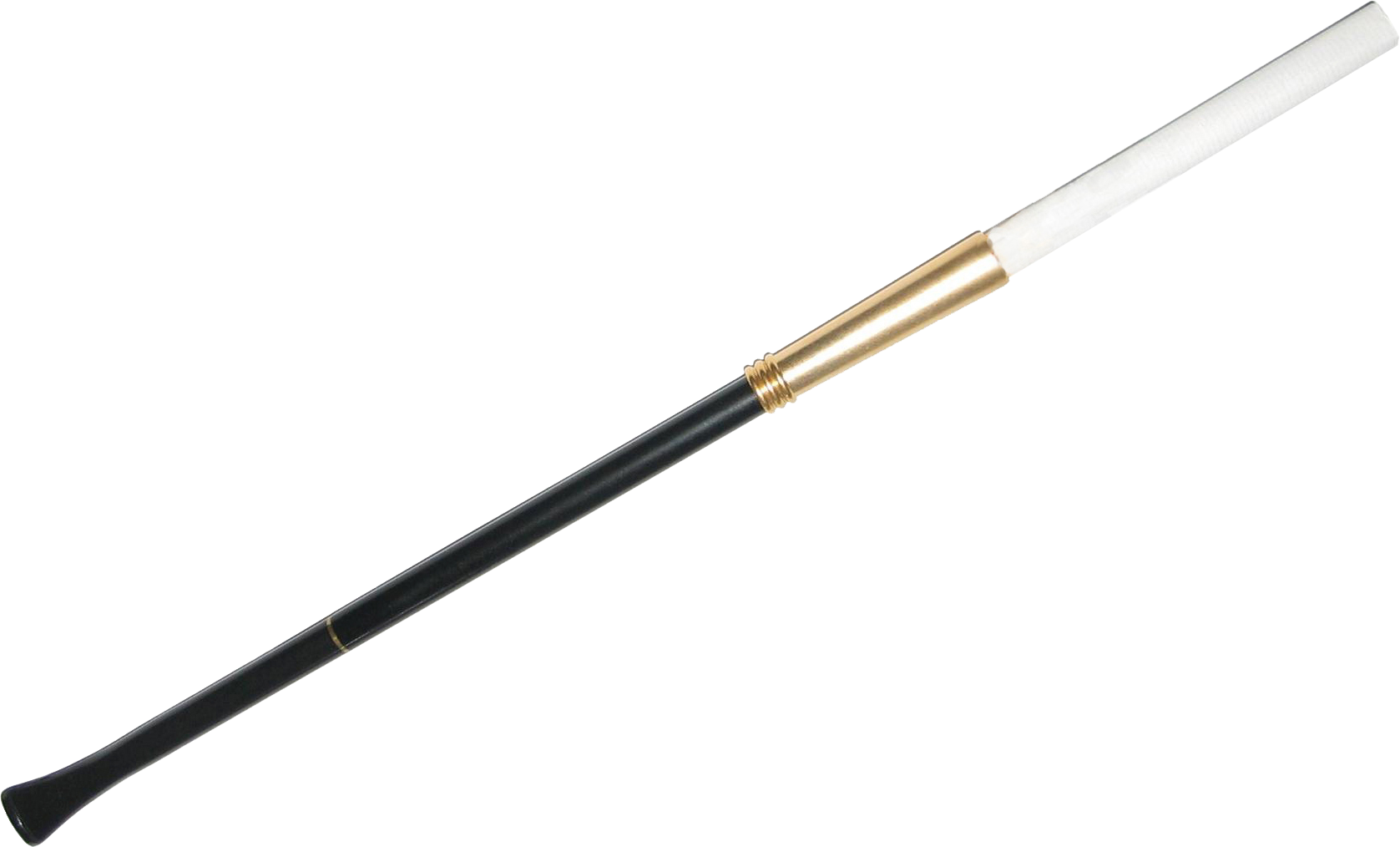
Papieros w długiej lufce

Lufka, fifka (rzadziej cygarniczka lub dulawka, niegdyś także munsztuczek) – w najprostszym wykonaniu rurka kilkumilimetrowej średnicy i kilku- lub kilkunastocentymetrowej długości; na jednym z końców mocowany jest papieros (zazwyczaj w tym miejscu rurka jest nieco rozszerzona, dzięki czemu można do niej włożyć koniec papierosa), a drugi służy palaczowi za ustnik (bywa w tym miejscu często nieco spłaszczona i zaopatrzona w niewielkie zgrubienie ułatwiające trzymanie lufki w zębach).
Lufka zazwyczaj wykonana jest z cienkiego szkła, ceramiki, także z metalu, tworzyw sztucznych lub drewna albo kombinacji tych materiałów. Czasem jej końcówka zagięta jest prostopadle, przez co lufka nieco upodabnia się do fajki z wetkniętym do cybucha papierosem.
Dzięki lufce palacz zapobiega nieprzyjemnym skutkom przyklejania się papierowej bibułki papierosa do wilgotnych warg. Przy paleniu papierosów bez filtra i bez ustnika pośrednictwo lufki zapobiega ponadto przedostawaniu się do ust okruchów tytoniu. Lufka zapobiega także przykremu zapachowi rąk po spaleniu papierosa. 
Bardzo długie lufki (nawet powyżej 30 cm) szczególnie modne były w 20-leciu międzywojennym wśród palących wyzwolonych kobiet z "wyższych sfer". Moda na używanie lufek powoli zanikła około lat 60. XX wieku wskutek upowszechnienia się papierosów z filtrem. Wykorzystywane są natomiast nadal chętnie przez niektóre osoby, palące wykonane własnoręcznie skręty, a także do palenia w nich marihuany.
Polska nazwa nawiązuje do skojarzeń z lufą broni palnej.